# (4868) Knushevia
(4868) Knushevia (1989 UN2) – planetoida z pasa głównego asteroid okrążająca Słońce w ciągu 2,75 lat w średniej odległości 1,96 j.a. Odkryta 27 października 1989 roku.